# Aero the Acro-Bat
『Aero the Acro-Bat』は、アメリカのIguana Entertainmentが開発しサンソフトより欧米で1993年に発売されたアクションゲーム。日本でのタイトルは、2002年12月20日発売のゲームボーイアドバンス版が『アクロバットキッズ』、2024年8月2日発売のNintendo Switch版が『エアロ アクロバット キッズ』、同日発売のPlayStation 4/PlayStation 5/Xbox One/Xbox Series X/S版が『Aero The Acro-Bat』となっている。
本作の続編『Aero the Acro-Bat 2』が1994年に発売、また、スピンオフ作品『Zero the Kamikaze Squirrel』も同じく1994年に発売された。

## ストーリー
その昔、エドガー・エクター（Edgar Ektor）という名の意地悪な金持ちの少年はサーカスが大好きだったが、出演する動物に悪さをして大けがをさせそうになり、サーカスへの出入り禁止を命じられた。
それから20年後、実業家となったエドガーは、自身を追放したサーカス団へ復讐するべく、リスのゼロ（Zero the Kamikaze Squirrel）や邪悪な手下たちの助けを借りてサーカス団員の誘拐を実行する。唯一残されたサーカス団のスターであるエアロ（Aero the Acro-Bat）は、団員を救出しエドガーを打倒するため冒険に出る。

## システム
主人公のエアロは擬人化されたコウモリのような姿で、背中の翼を用いて空中で滑空したり2段ジャンプしたりすることができる。また、攻撃では滑空からの突進や使用数に限りがある星の発射を行う。
舞台となる4つのエリアには複数のステージが含まれており、各ステージは上下左右に広がったサイドビューとなっている。各ステージ開始時に指定される条件（星印がついた足場を規定数消す、フープを規定数くぐるなど）を達成してゴール地点に到達すればステージクリアとなる。エリアの最終ステージではボス戦が行われることもある。

## 知的財産権の所在について
本作のプロデューサーを務めたデイヴィッド・シラー（David Siller）は、続編の発売後にサンソフトを離れ、この時に『Aero the Acro-Bat』シリーズ（以下「Aeroシリーズ」）のIP（知的財産権）を買い取っている。その後シラーはユニバーサル・インタラクティブに入社したが、ユニバーサルはシラーからAeroシリーズのIPを買い取り、シラーに対して、『Aero the Acrobat 3D』および『クラッシュ・バンディクー』という2つの新作3Dアクションゲームの制作を依頼した。シラーが手掛けた『クラッシュ・バンディクー』は成功したが、一方で、ユニバーサルの再編などの影響で『Aero the Acrobat 3D』のプロジェクトは中止された。この後、シラーはユニバーサルを退社するとともにAeroシリーズのIPを買い戻して再び権利を所有することになった。
2002年にMetro3Dより発売されたゲームボーイアドバンス版は、シラーがディレクターを務めている。
2016年11月7日付のシラーのTwitterアカウントでは、『Aero the Acrobat 3D』の当時の企画書が公開された（現在は削除済み）。